# Cordillera de Kitanglad
La cordillera de Kitanglad es una cadena montañosa que domina la parte norte central de la provincia de Bukidnon en el sur del país asiático de Filipinas. Ocupa porciones de ocho municipios y ciudades en la provincia, tales como Talakag, Baungon, Libona, Fortich Manolo, Impasug ong, Lantapan, y la ciudad de Malaybalay. La cordillera es uno de los pocos bosques que quedan en las Filipinas, anfitrión de especies importantes en la vida silvestre, raras y endémicas como el águila filipina.
El nombre de "Kitanglad" se deriva de una leyenda de que una vez hubo una gran inundación que sumergió las tierras nativas de Bukidnon y solo la punta de la montaña, del tamaño de un "tanglad" (la hierba del limón), se mantuvo visible ("Kita" en cebuano).